# Intel Timna
A Timna az Intel egy tervbe vett CPU-családja. A projektet 1999-ben jelentették be, a tervezési munkák az izraeli Haifában folytak. A "Timna" projektnév az izraeli Timna-völgy nevéből származik.
Az elképzelések szerint ez lett volna az Intel első integrált GPU-t és RAM vezérlőt tartalmazó processzortípusa, a RAM-vezérlő RDRAM típusú memóriákkal való működéshez lett optimalizálva. Az RDRAM-ok árai azonban nem úgy alakultak, ahogy azt az Intel feltételezte. Emiatt bevezették az Intel 820 csipkészletben is használt Memory Translator Hub (MTH) interfészt, hogy a processzor képes legyen SDRAM memóriával működni. Később az MTH-ban komoly tervezési hibát fedeztek fel, emiatt vissza kellett hívni az Intel 820 lapkakészlettel szerelt alaplapokat. Az MTH-t újratervezték, de a problémák megmaradtak.
A tervezett processzorok jellemző adatai: órajel-tartomány: 600 MHz-től 700 MHz-ig, 133 MHz-es front-side bus (FSB), 128 KiB L2 cache, 180 nm-es gyártási folyamattal készültek volna.
A Timna processzor mellett a Capitola kódnevű GPU-t tervezték beépíteni; ez a grafikus processzor azon az i752/i754 típuson alapul, amelyet a 810/815E lapkakészletben alkalmaznak.
A Timna projektet 2000. szeptember 29-én leállították.
Az Intel haifai részlege ezután az Intel mobil CPU-k tervezésébe kapcsolódott be. A Timna a P6 architektúra egy származtatott változata; a tervezése során szerzett tapasztalatokat az első Pentium M termékvonalhoz tartozó processzorokban, a Banias projektben hasznosították.

## Lásd még
- Intel 80386EX
- Tolapai

## Fordítás
- Ez a szócikk részben vagy egészben  az   Intel Timna című angol Wikipédia-szócikk ezen változatának fordításán alapul.  Az eredeti cikk szerkesztőit annak laptörténete sorolja fel. Ez a jelzés csupán a megfogalmazás eredetét és a szerzői jogokat jelzi, nem szolgál a cikkben szereplő információk forrásmegjelöléseként.